# Ruben Tatulyan
Ruben Albertovich Tatulyan, aussi orthographié Tatulian et surnommé Robson, né le 8 décembre 1969 à Sotchi (près de Krasnodar, Russie) est un chef d'entreprise russo-arménien, mafioso notoire des voleurs dans la loi.

## Biographie
Il fait des études à Sotchi, puis à l'École d'ingénieurs de Leningrad (en).
De 1991 à 2000, il est l'adjoint du directeur d'un club sportif de Sotchi. À partir de 2000, il dirige l'hôtel Spa Hotel Vesna. 
Il finance l'organisation des voleurs dans la loi, qui lui attribue la fonction de superviseur des opérations à Sotchi à partir de 2010. Il participe aux réunions des chefs de l'organisation, et les assiste pour leurs problèmes avec la justice. Il ainsi est arrêté en 2015 à une réunion des voleurs dans la loi, en même temps que Zakhari Kalachov (en). Le 13 mai 2017, il est à nouveau arrêté à une réunion de l'organisation, et relâché immédiatement grâce à son passeport diplomatique arménien,.
D'origine arménienne, il reste attaché au pays de ses ancêtres, dont il soutient les Premiers ministres Serge Sarkissian et Karen Karapetian, et il participe à un fonds d'investissement dans le pays. Il obtient un passeport du ministre Édouard Nalbandian, dont il est le conseiller. Il peut ainsi se promener en Russie dans des voitures de l'ambassade d'Arménie. Ce passeport lui est retiré par la suite, et le porte-parole du Premier ministre a nié être au courant des investissements de Tatulyan,. Il est vice-président du Comité national olympique d'Arménie et longtemps entraîneur personnel du lutteur Migran Arutyunyan,. Il est aussi proche du président du Haut-Karabagh, Bako Sahakian.
Il investit pendant 30 ans en Abkhazie dont il obtient le passeport le 1er décembre 2020,. Il fait de nombreux cadeaux à la communauté arménienne d'Abkhazie.
Il marie sa fille Galina avec Vladimir Ter-Avanessov, frère cadet du sénateur russe Aleksandr Ter-Avanessov. Le couple vit depuis 2017 à Bal Harbour (Floride, États-Unis).

## Fortune
Sa fortune n'est connue qu'en partie. Elle provient notamment de 2 sources documentées :
- Sa participation au crime organisé à Sotchi[12]
- Sa participation à l'opération du Global Laundromat russe en Tchéquie[13],[3]. Conjointement avec le directeur de la First Czech–Russian Bank, Tatulyan provoque la faillite de la banque[3],[14].

Il possède le Spa Hotel Vesna, incluant un parc aquatique, ainsi que Novy Vek-Media en Russie, frappés de sanctions américaines tout comme leur patron,,,.
Tatulyan possède aussi une résidence de luxe à Dubaï.
On suppose qu'il possède d'autres biens en Arménie et en Abkhazie. Sa fille possède des biens aux États-Unis.

## Distinctions
- Ordre de Saint-Georges
- Médaille de la Fédération internationale des luttes associées (FILA)
- Ordre Honneur et Gloire (Ukraine)
- Ordre du Comité national olympique d'Arménie[1]
- Médaille du mérite du développement du mouvement olympique en Russie (2013)[18]